# Nänikon
Nänikon är en ort i kommunen Uster i kantonen Zürich i Schweiz. Den ligger cirka 11,5 kilometer öster om centrala Zürich. Orten har cirka 2 641 invånare (2021).